# Heike Beier
Heike Beier (ur. 9 grudnia 1983 w Berlinie) – niemiecka siatkarka grająca na pozycji przyjmującej, reprezentantka kraju. Wicemistrzyni Europy z 2013 roku.

## Sukcesy klubowe
Puchar Niemiec:
- 2002

Mistrzostwo Niemiec:
- 2007
- 2002, 2008
- 2005, 2006

Puchar Challenge:
- 2008[1]

Mistrzostwo Polski:
- 2017

## Sukcesy reprezentacyjne
Grand Prix:
- 2009

Liga Europejska:
- 2013[1]

Mistrzostwa Europy:
- 2013

Volley Masters Montreux:
- 2014